# Võ Đức Huy
Võ Đức Huy (sinh năm 1950) là một nhà kinh tế và chính khách Việt Nam. Ông nguyên là Ủy viên Ban Chấp hành Trung ương Đảng Cộng sản Việt Nam khóa VIII, IX, X, Phó Trưởng ban thường trực Ban Kinh tế Trung ương Đảng Cộng sản Việt Nam, quyền Trưởng ban Ban Kinh tế Trung ương, Bí thư Đảng ủy khối cơ quan Kinh tế Trung ương, Đại biểu Quốc hội Việt Nam khóa X, thuộc đoàn đại biểu Quảng Ngãi.